# Chiesa di Santa Chiara la Reale
La chiesa di Santa Chiara la Reale è inserita in un ex complesso monastico di Pavia, in Lombardia.

## Storia e descrizione
La chiesa fu fondata nel 1380 da Bianca di Savoia, moglie di Galeazzo II Visconti, che aveva portato la sua corte da Milano a Pavia, e madre del futuro primo duca di Milano, Gian Galeazzo Visconti. Accanto alla chiesa Bianca fece realizzare un monastero per le Clarisse. La grande chiesa, a tre navate, ospitava il sarcofago in marmo della fondatrice, ora conservato presso il museo del castello Sforzesco di Milano. Il monastero, oltre alla badessa, ospitava 26 monache e 4 converse, disponeva di un grande giardino, in parte adibito a orto, che raggiungeva il castello ed era dotato di un alto campanile. Nel 1782 le Clarisse cedettero il monastero alla Benedettine che, nel 1799, dovettero abbandonarlo. Ceduto a privati, nel 1803, venne demolita la chiesa, atterrato il campanile, e l'unica parte superstite è oggi l'edificio monastico, che conserva all'interno un chiostro cinquecentesco, mentre recenti restauri hanno posto in luce murature, e decorazioni, databili tra XIV e XV secolo, e una serie di aperture in cotto coeve.

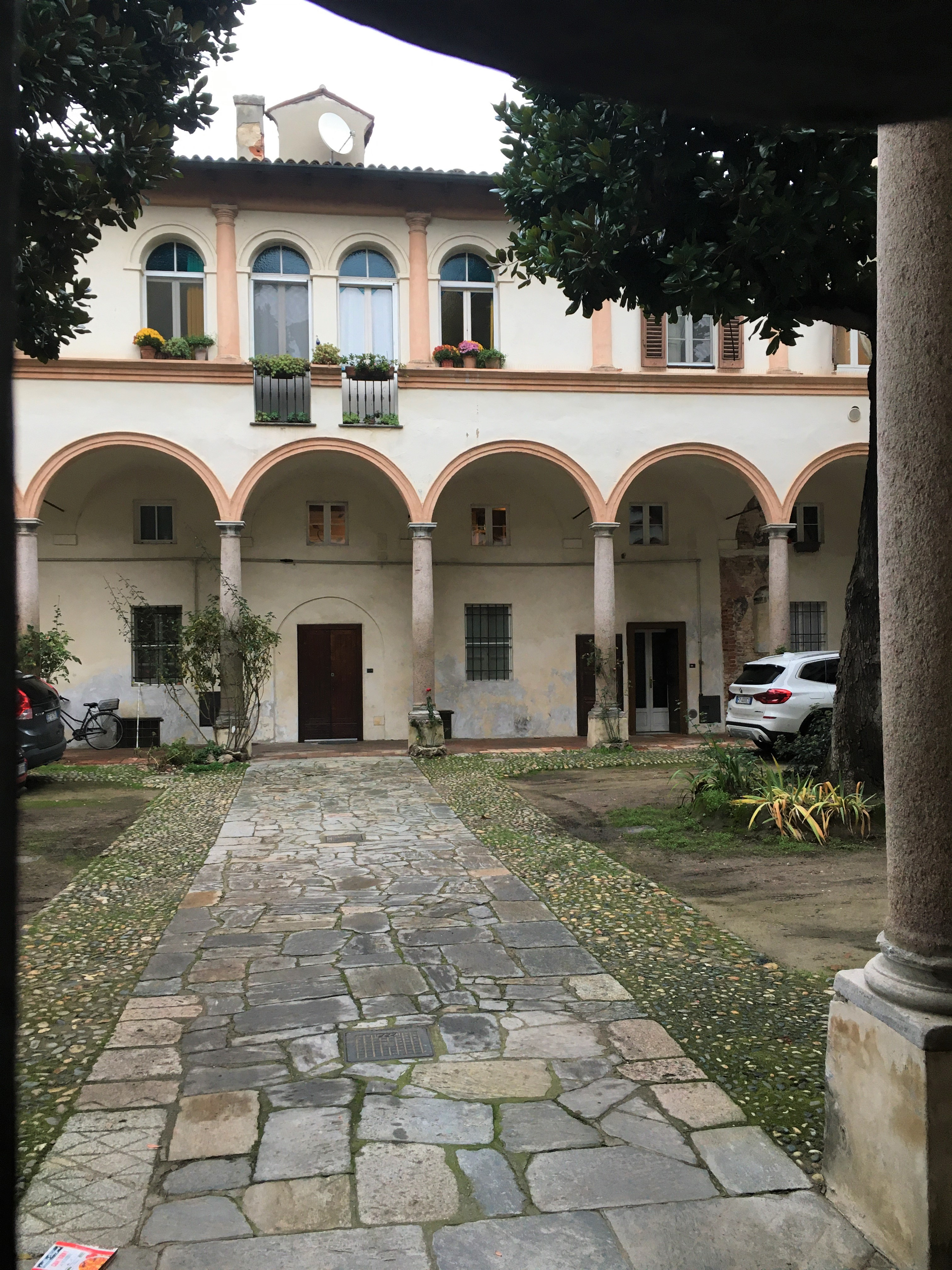
il chiostro cinquecentesco.
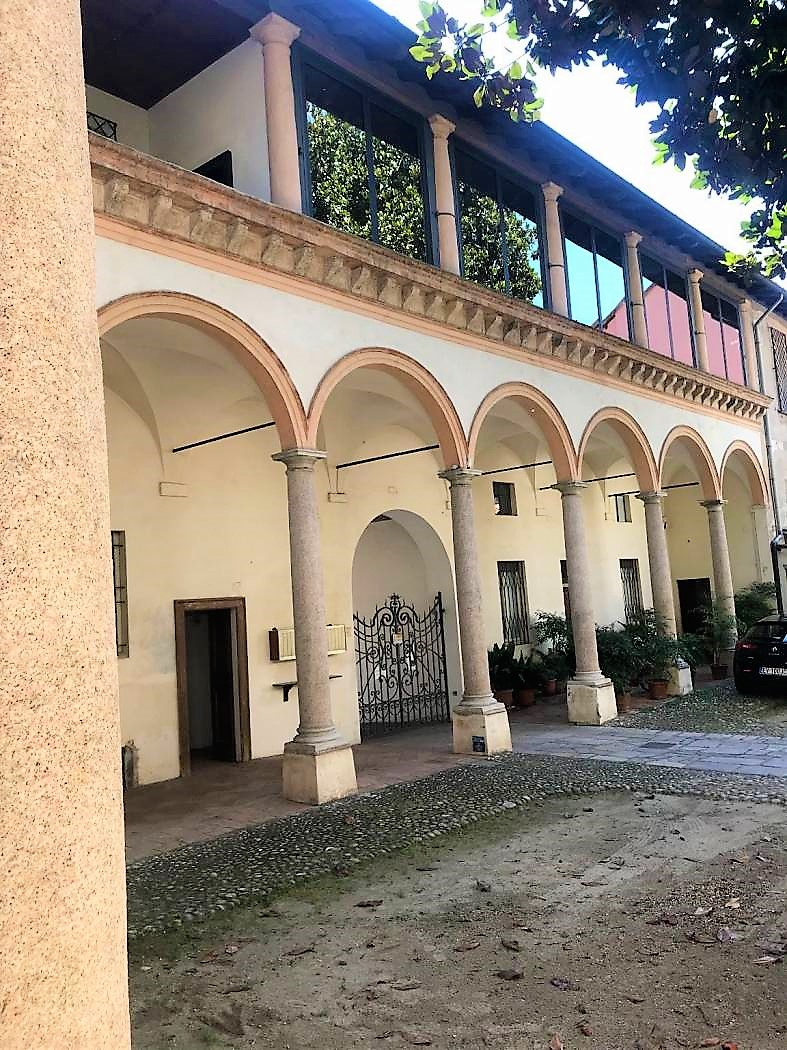
Il chiostro, XVI secolo